# Raymond J. Broderick
Raymond Joseph Broderick (* 29. Mai 1914 in Philadelphia, Pennsylvania; † 6. August 2000 in  Gladwyne, Pennsylvania) war ein US-amerikanischer Jurist und Politiker. Zwischen 1967 und 1971 war er Vizegouverneur des Bundesstaates Pennsylvania; anschließend wurde er Bundesrichter am Bundesbezirksgericht für den östlichen Distrikt von Pennsylvania.

## Werdegang
Raymond Broderick studierte bis 1935 an der University of Notre Dame in Indiana. Nach einem anschließenden Jurastudium an der Law School der University of Pennsylvania und seiner 1938 erfolgten Zulassung als Rechtsanwalt begann er in diesem Beruf zu arbeiten. Er war juristischer Berater der Behörde zur Elektrifizierung des ländlichen Raums. Während des Zweiten Weltkrieges war er in den Jahren 1941 und 1942 als ziviler Agent für den Marinegeheimdienst  tätig. Danach diente er in der United States Navy. Nach dem Krieg praktizierte er als Anwalt in Philadelphia. Gleichzeitig schlug er als Mitglied der Republikanischen Partei eine politische Laufbahn ein.
1966 wurde Broderick an der Seite von Raymond Philip Shafer zum Vizegouverneur von Pennsylvania gewählt. Dieses Amt bekleidete er zwischen 1967 und 1971. Dabei war er Stellvertreter des Gouverneurs und Vorsitzender des Staatssenats. Im Jahr 1967 nahm er als Delegierter an einem Verfassungskonvent seines Staates teil; 1970 kandidierte er erfolglos für das Amt des Gouverneurs. Zwischen dem 23. April 1971 und dem 1. Juli 1984 war Broderick Richter am United States District Court for the Eastern District of Pennsylvania. Danach war er dort weiterhin im sogenannten Senior Status als Teilzeitrichter tätig. Er starb am 6. August 2000 in Gladwyne an einer Krebserkrankung. Broderick war Mitglied mehrerer Organisationen und Vereinigungen, darunter die American Bar Association.